# (36314) 2000 LH4
2000 LH4 (asteroide 36314) é um asteroide da cintura principal. Possui uma excentricidade de 0.23302620 e uma inclinação de 16.09553º.
Este asteroide foi descoberto no dia 4 de junho de 2000 por LINEAR em Socorro.